# كيت ويليامسون
كيت ويليامسون (بالإنجليزية: Kate Williamson)‏ هي ممثلة أمريكية، ولدت في 19 سبتمبر 1931 في نيويورك في الولايات المتحدة، وتوفيت في 6 ديسمبر 2013 في إنسينو ‏ في الولايات المتحدة بسبب مرض.

## وصلات خارجية
- كيت ويليامسون على موقع IMDb (الإنجليزية)
- كيت ويليامسون على موقع قاعدة بيانات الفيلم (الإنجليزية)